# Zhang Wentian
Zhang Wentian (ur. 30 czerwca 1900, zm. 1 lipca 1976), znany także jako Luo Fu (洛甫) – chiński uczony, polityk komunistyczny, dyplomata, sekretarz generalny Komunistycznej Partii Chin.

## Życiorys
Urodził się w 1900 roku na przedmieściach Szanghaju, w zamożnej rolniczej rodzinie. W wieku sześciu lat rozpoczął naukę klasycznych tekstów, a w wieku lat 12 opuścił dom aby pobierać nauki w szkole kierowanej przez intelektualistów znajdujących się pod wpływem nauki zachodniej. W wieku 18 lat został zmuszony do zawarcia zaaranżowanego przez rodziców małżeństwa. 
W latach 1920–1924 kształcił się w Japonii oraz w USA, a następnie w 1925 roku podjął studia na Uniwersytecie Sun Jat-sena w Moskwie i w Instytucie Czerwonej Profesury i w tym samym roku wstąpił do KPCh. Po powrocie do kraju w 1931 roku zasiadał w Komitecie Centralnym i Stałym Komitecie Biura Politycznego Komunistycznej Partii Chin. Został kierownikiem Wydziału Propagandy KC. W latach 1934–35 był przewodniczącym Ludowego Komitetu Chińskiej Republiki Radzieckiej.
Uczestniczył w Długim Marszu w czasie którego spiskował (wspólnie z Mao Zedongiem i Wang Jiaxiangiem) przeciwko Bo Gu. W 1934 roku zastąpił Mao Zedonga na stanowisku przewodniczącego Rady Komisarzy Ludowych. 5 lutego 1935 roku, po usunięciu Bo Gu, został sekretarzem generalnym partii. Oficjalnie poinformowano o tym jednak dopiero miesiąc później po ugruntowaniu się władzy Mao i Zhanga. Piastował to stanowisko aż do jego likwidacji w 1943 roku. W obawie o utratę kierownictwa partii na rzecz Zhang Guotao, 7 lutego oficjalnie poparł plan Mao Zedonga aby zamiast maszerować do Syczuanu pozostać w prowincji Guizhou (pretekstem była sprowokowana przez Mao potyczka z wojskami syczuańskimi, w której zginęło ok. 4 000 żołnierzy Armii Czerwonej, co miało być przykładem na to, że wojska te są zbyt silne aby maszerować do Syczuanu). Mianował też wtedy Mao "ogólnym dowódcą frontu", które to stanowisko specjalnie dla niego stworzył. Od 1938 był dyrektorem Instytutu Marksizmu-Leninizmu KC KPCh w Yan’anie. W latach 1945–56 członek Biura Politycznego, a w latach 1956-60 zastępca członka BP.
Był jednym z organizatorów chińskiego MSZ. Mianowany pierwszym przedstawicielem ChRL przy ONZ w styczniu 1950, którego to stanowiska z powodu zajmowania miejsca Chin do 1971 roku przez przedstawicielstwo Republiki Chińskiej nigdy nie objął. Od kwietnia 1951 do stycznia 1955 roku przebywał jako ambasador w ZSRR. Po powrocie do Chin w latach 1954–1960 był wiceministrem spraw zagranicznych ChRL. Z jego inicjatywy powołano Instytut Problemów Międzynarodowych, jako ośrodek badawczy MSZ. 
W 1959 roku na konferencji w Lushanie poparł wystąpienie marszałka Peng Dehuaia, w którym krytykował on politykę wielkiego skoku, a następnie sam wystąpił z krytyką programu gospodarczego. Na sierpniowym plenum tego samego roku Zhang otrzymał od Mao list wzywający go do złożenia szczerej samokrytyki, oraz został pozbawiony funkcji wiceministra spraw zagranicznych. Jednak jego pozycja partyjna nie została jeszcze naruszona. W czasie rewolucji kulturalnej poddany represjom. Wraz z Peng Dehuaiem byli wyprowadzani na podwyższenia, gdzie byli kopani, okładani pięściami i fotografowani w pokłonie hańby. Zesłano go do Wuxi w prowincji Jiangsu, gdzie zmarł.
W sierpniu 1978 roku został pośmiertnie zrehabilitowany.